# Shoreacres
Shoreacres is een plaats (city) in de Amerikaanse staat Texas, en valt bestuurlijk gezien onder Chambers County en Harris County.

## Demografie
Bij de volkstelling in 2000 werd het aantal inwoners vastgesteld op 1488.
In 2006 is het aantal inwoners door het United States Census Bureau geschat op 1611, een stijging van 123 (8.3%).

## Geografie
Volgens het United States Census Bureau beslaat de plaats een oppervlakte van
5,0 km², waarvan 2,3 km² land en 2,7 km² water.

## Plaatsen in de nabije omgeving
De onderstaande figuur toont nabijgelegen plaatsen in een straal van 8 km rond Shoreacres.